# Kanossa
Kanossa (wł. Canossa) – miejscowość i gmina we Włoszech, w regionie Emilia-Romania, w prowincji Reggio Emilia, u podnóża Apenin, ok. 25 km od Parmy. Według danych na rok 2004 gminę zamieszkuje 3376 osób, 63,7 os./km².
Zamek w Kanossie należał pierwotnie do Matyldy, hrabiny Toskanii.

## „Pójść do Kanossy”

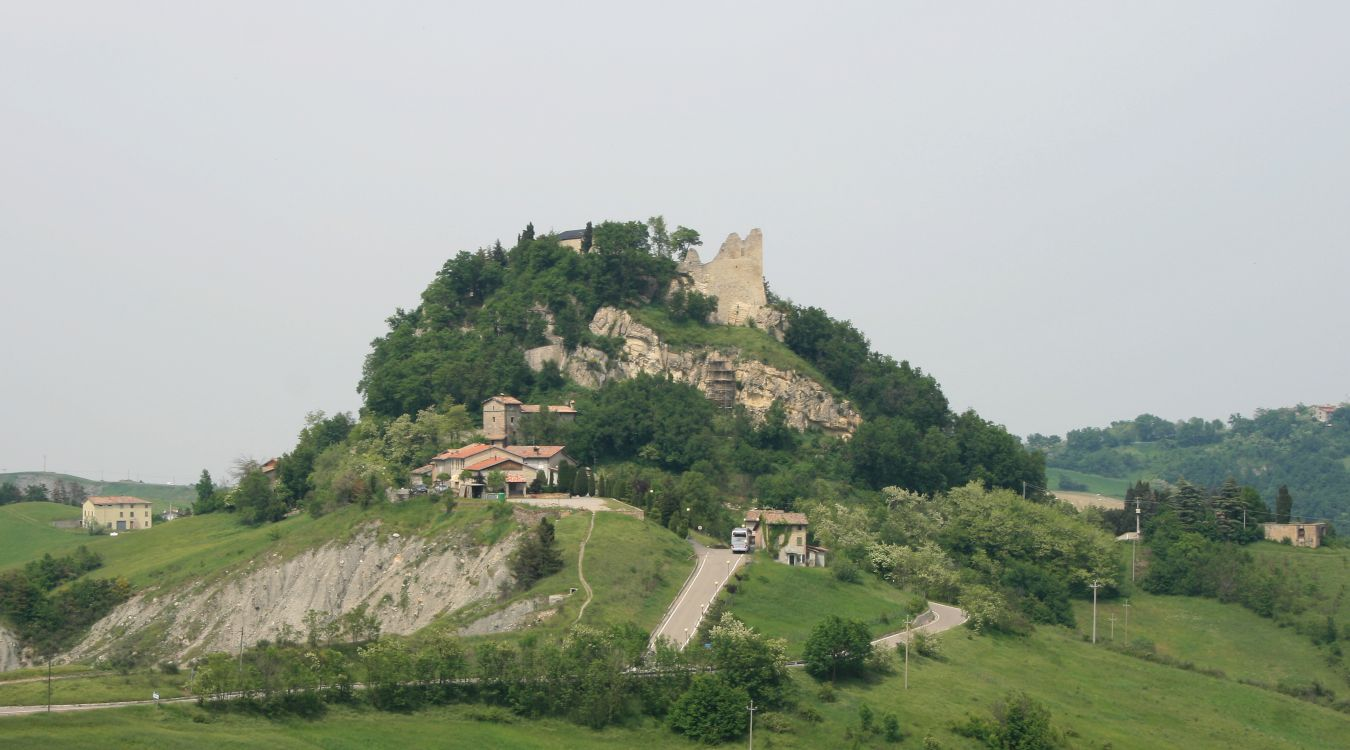
Ruiny zamku w Kanossie

Z Kanossą jest związany jeden z najsłynniejszych sporów w historii Europy. Był to spór o inwestyturę między papieżem Grzegorzem VII a cesarzem rzymskim Henrykiem IV. Spór toczył się o prawo do inwestytury duchownych. Cesarz uważał, że to on powinien nadawać godności kościelne na ziemiach Cesarstwa, papież natomiast chciał zatrzymać ten przywilej w swoich rękach. W końcu Henryk IV wypowiedział posłuszeństwo papieżowi, ten zaś, na synodzie w Rzymie w 1076 roku, ekskomunikował go. Oznaczało to, że poddani cesarza zostali zwolnieni z nakazu posłuszeństwa względem władcy. Grzegorz VII ogłosił też, że po upływie roku ekskomunika stanie się ostateczna i nieodwołalna.
Początkowo Henryk IV planował akcję zbrojną przeciwko papieżowi. Niemieccy możnowładcy zagrozili jednak wyborem nowego władcy. W obawie przed rebelią cesarz uznał, że musi skłonić papieża do odwołania ekskomuniki i wyruszył w tym celu na południe. Tymczasem Grzegorz VII, w obawie przed najazdem, podróżował po włoskich lennach Cesarstwa, nakłaniając miejscowych możnych do poparcia go przeciw Henrykowi. W końcu schronił się na zamku w Kanossie.
25 stycznia 1077 roku Henryk stanął pod murami twierdzy. Chcąc okazać skruchę, czekał, klęcząc na śniegu, w worku pokutnym i boso. Dopiero po trzech dniach Grzegorz spotkał się z nim i uchylił ekskomunikę. Okazało się to dla niego zgubne, ponieważ po siedmiu latach cesarz zajął Rzym, a na miejscu Grzegorza osadził antypapieża Klemensa III. Zarazem Kanossa na stałe zmieniła relacje pomiędzy cesarzami rzymskimi i papieżami, a także doprowadziła do rozkładu obowiązujących od przeszło trzystu lat rytuałów władzy i ceremonialnych form spotkań pomiędzy przedstawicielami władzy duchownej i świeckiej.
W ogólnym sensie, powiedzenie pójść do Kanossy oznacza, że warto się czasem upokorzyć, by coś zyskać.